# Giorgian de Arrascaeta
Giorgian Daniel „Cocho” de Arrascaeta Benedetti (ur. 1 czerwca 1994 w Nuevo Berlín) – urugwajski piłkarz pochodzenia włoskiego występujący na pozycji ofensywnego pomocnika, reprezentant Urugwaju, od 2019 roku zawodnik brazylijskiego Flamengo.

## Kariera klubowa
De Arrascaeta pochodzi z małej miejscowości Nuevo Berlín w departamencie Río Negro. Jest jedynakiem, jego ojciec Alfredo pracował jako piekarz w rodzinnym mieście. Wychowywał się w rodzinie o tradycjach jeździeckich; dżokejem był zarówno jego ojciec, jak i wuj Julio Norberto oraz kuzyn Damián (ostatnia dwójka brała wielokrotnie udział w najważniejszych wyścigach konnych w kraju – Maroñas i Las Piedras). Treningi piłkarskie rozpoczynał w wieku czterech lat w lokalnej drużynie Pescadores Unidos, później przeniósł się do amatorskiego klubu CA Anglo z siedzibą we Fray Bentos – oddalonej o 42 kilometry od Nuevo Berlín stolicy departamentu. W 2008 roku za pośrednictwem znajomego udał się na testy do klubu Defensor Sporting ze stołecznego Montevideo – spędził tam dwa tygodnie, lecz mimo pozytywnego werdyktu koordynatora drużyn juniorskich Juana Ahuntchaína powrócił wówczas do swojej miejscowości kontynuować naukę. Dopiero w wieku piętnastu lat zdecydował się przeprowadzić do klubowego internatu w stolicy i na stałe dołączyć do akademii młodzieżowej Defensora.
Do pierwszej drużyny De Arrascaeta został włączony przez szkoleniowca Tabaré Silvę; w urugwajskiej Primera División zadebiutował 21 października 2012 w wygranym 3:1 spotkaniu z Danubio. Już trzy miesiące później mimo młodego wieku został podstawowym piłkarzem Defensora i premierowego gola w najwyższej klasie rozgrywkowej strzelił 31 marca 2013 w wygranej 3:0 konfrontacji z El Tanque Sisley. W czerwcu jego bramka w meczu z Cerro (1:1) dała jego klubowi zwycięstwo w fazie Clausura – dzięki temu w sezonie 2012/2013 wywalczył wraz z Defensorem wicemistrzostwo Urugwaju. Sam został natomiast wybrany w plebiscycie dziennikarzy odkryciem rozgrywek. Już w wieku dziewiętnastu lat był czołowym graczem ligi urugwajskiej; wraz z Defensorem dotarł do półfinału Copa Libertadores, zaś dziennikarze uznali go w sezonie 2013/2014 najlepszym pomocnikiem rozgrywek ligowych. Ogółem barwy Defensora reprezentował przez dwa i pół roku.
W kwietniu 2014 karta zawodnicza De Arrascaety została sprzedana za sumę 3,4 miliona dolarów grupie przedsiębiorców kierowanej przez menadżera piłkarskiego Daniela Fonsecę. W styczniu 2015 przeszedł do drużyny mistrza Brazylii – Cruzeiro EC z siedzibą w Belo Horizonte, który za jego transfer zapłacił cztery miliony dolarów (za 50% do praw zawodniczych). W tamtejszej Campeonato Brasileiro Série A zadebiutował 17 maja 2015 w przegranym 0:1 pojedynku z Santosem FC, zaś pierwszą bramkę zdobył 4 lipca tego samego roku w wygranym 2:0 spotkaniu z Athletico Paranaense. Szybko został podstawowym graczem Cruzeiro, współtworząc środek pola z Argentyńczykami Lucasem Romero i Arielem Cabralem. W 2017 roku zajął z drużyną prowadzoną przez Mano Menezesa drugie miejsce w lidze stanowej – Campeonato Mineiro, a także wygrał puchar Brazylii – Copa do Brasil.
12 stycznia 2019 podpisał kontrakt z brazylijskim klubem CR Flamengo.

## Kariera reprezentacyjna
W styczniu 2013 De Arrascaeta został powołany przez Juana Verzeriego do reprezentacji Urugwaju U-20 na Mistrzostwa Ameryki Południowej U-20. Na argentyńskich boiskach pełnił głównie rolę rezerwowego – rozegrał pięć z dziewięciu możliwych spotkań (z czego dwa w wyjściowym składzie), zaś jego drużyna zajęła trzecie miejsce w rozgrywkach. Pięć miesięcy później znalazł się w składzie na Mistrzostwa Świata U-20 w Turcji; tam był natomiast kluczowym zawodnikiem swojej kadry i wystąpił we wszystkich siedmiu meczach (w sześciu z nich w pierwszym składzie), pełniąc rolę rozgrywającego w tercecie środkowych pomocników tworzonym jeszcze przez Federico Gino i Sebastiána Cristóforo. Strzelił dwa gole w fazie grupowej – z Nową Zelandią (2:0) i Uzbekistanem (4:0). Urugwajczycy dotarli wówczas do finału światowego czempionatu, ulegając w nim Francji (0:0, 1:4 k) w serii rzutów karnych (De Arrascaeta nie wykorzystał swojej jedenastki) i zdobyli tytuł młodzieżowych wicemistrzów świata.
W seniorskiej reprezentacji Urugwaju De Arrascaeta zadebiutował za kadencji selekcjonera Óscara Tabáreza, 8 września 2014 w wygranym 1:0 meczu towarzyskim z Koreą Płd. Pierwszego gola strzelił natomiast 7 czerwca 2015 w wygranym 5:1 sparingu z Gwatemalą. W tym samym miesiącu został powołany na turniej Copa América, gdzie był jednak wyłącznie rezerwowym swojej ekipy; rozegrał jeden z czterech meczów (po wejściu z ławki), a Urugwajczycy odpadli z rozgrywek w ćwierćfinale po porażce z gospodarzem i późniejszym triumfatorem – Chile (0:1).